# Leptodontium stellatum
Leptodontium stellatum là một loài rêu trong họ Pottiaceae. Loài này được (Brid.) Renauld mô tả khoa học đầu tiên năm 1881.